# تأمينات كومار

شعار تأمينات كومار

تأمينات كومار أو الشركة المتوسطية للتأمين وإعادة التأمين (بالفرنسية: Assurances COMAR)‏، وهي اختصار Compagnie Méditerranéenne d'Assurances et de Réassurances، أي الشركة المتوسطية للتأمين وإعادة التأمين، ، تأسست عام 1969.
تنظم الشركة سنويا في شهر أكتوبر ماراتونا يحمل اسمها.

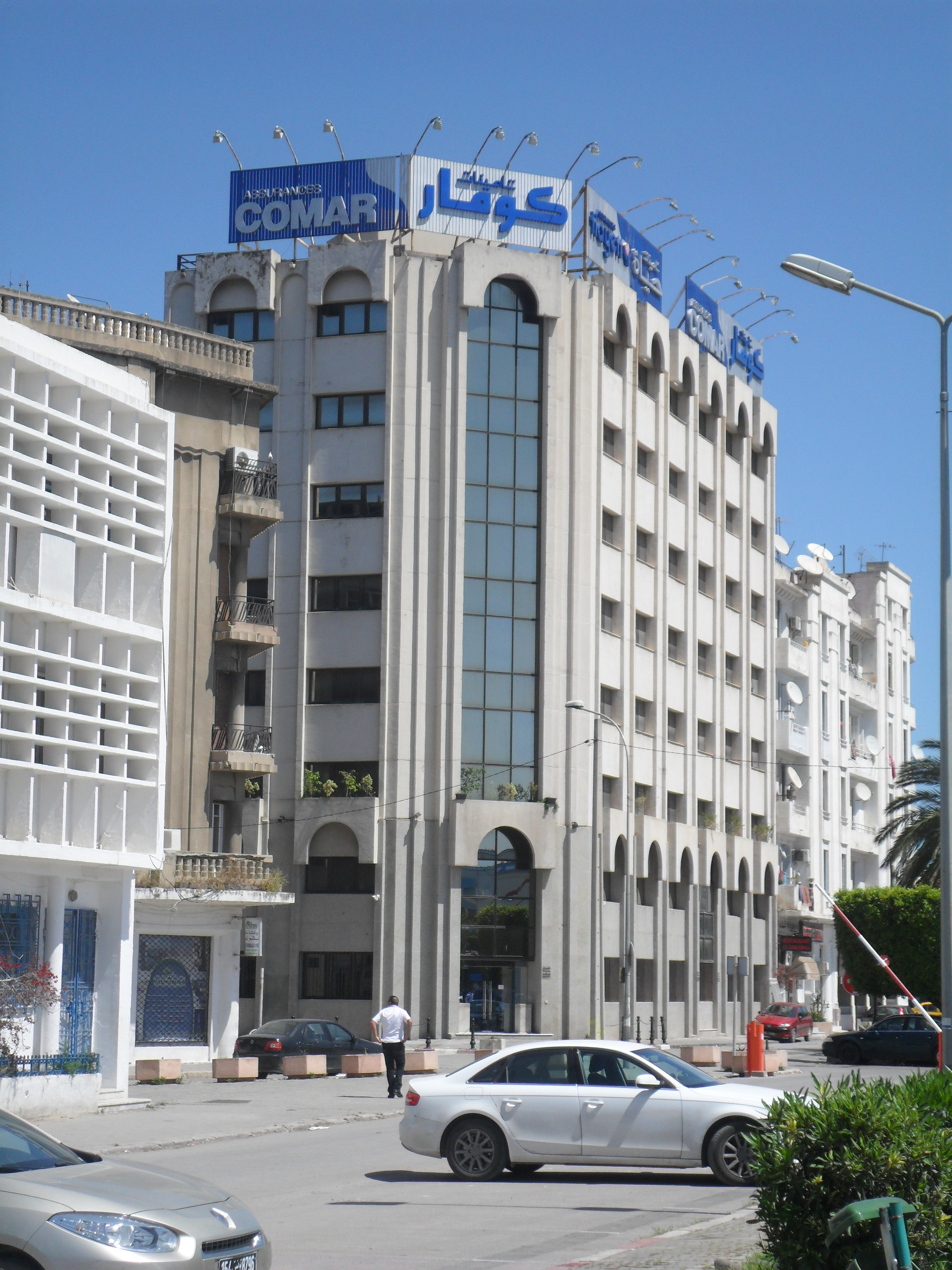
مقر تأمينات كومار في شارع الحبيب بورقيبة

### وصلات خارجية
```
الموقع الرسمي لتأمينات كومار
 
نسخة محفوظة
 15 أكتوبر 2008 على موقع 
واي باك مشين
.
.
```

www.hayett.tn : Filiale de la COMAR
www.comar.tn